# Sylvain Vanholme
Sylvain Vanholme (Veurne, 1943) is een Belgische muzikant, zanger en producer. 

## Biografie
Sylvain Vanholme startte zijn muziekcarrière bij The Seabirds als gitarist in 1960. In 1962 splitte de band. Dan is hij een tijd actief bij Sylvester's Team, waar hij Freddy Nieuland leerde kennen. Samen brengen ze singles uit als Beautiful Day ('64), Francis en J'en Suis Fou (beide '67). 
In 1968 richtten ze samen de Wallace Collection op, die in 1969 een nummer 1-hit hadden in meer dan 20 landen met hun liedje Daydream.  Sylvain Vanholme en Freddy Nieuland zorgden voor de popinvloeden in de songs van Wallace Collection, terwijl invloeden uit jazz en klassieke muziek aan de sound werden toegevoegd met de komst van toetsenist Marc Hérouet en de klassiek geschoolden Raymond Vincent (viool) en Jacques Namotte (cello).
In de jaren 70 was hij actief in Two Man Sound, samen met Lou Deprijck. 
Later was hij vooral achter de muziekschermen actief als producer. Zo werkte hij onder andere mee aan No Monarchy, de debuutsingle van The Kids.

## Discografie
Een selectieve discografie:

### Muzikant

#### Singles
- The Seabirds - Nous Protestons (1960)
- The Seabirds - Protest-Rock (1960)
- The Seabirds - In Your Heart (1961)
- The Seabirds - Martina (1961)
- The Seabirds - Don Quichotte (1962)
- The Seabirds - Heart And All (1963)
- Sylvester's Team - Beautiful Day (1964)
- Sylvester's Team - It Reminds Me (1964)
- Sylvester's Team - For You, For You (1967)
- Sylvester's Team - Francis (1967)
- Sylvester's Team - Hello Suzannah (1967)
- Sylvester's Team - J'en Suis Fou (1967)
- Les Serpents Noirs - Oh Maryse (1968)
- The Klan 2 - Somebody, Somebody (1969)

#### Albums
- Wallace Collection - Laughing Cavalier (1969)
- Wallace Collection - Serenade (1969)
- Two Man Sound - Rubro Negro (1972)
- Two Man Sound - Vini Vino (1973)
- Two Man Sound - Disco Samba (1977)
- Two Man Sound - Oye Come Va (1977)
- Two Man Sound - Basic Tropical (1990)

### Producer
- Rudi Anthony - Fijn Fijn Fijn (1972)
- Rudi Anthony - Harlekijn (1973)
- Pol Closset & Dis Dixieland Gamblers - Sing Along (1973)
- Octopus - Hey na na (1973; single)
- Mike and Zaki - Under the Burning Sun (1973; single)
- Demsey & Dover - No, No, Anyone but Me (1971)
- Demsey & Dover - Highway Shoes (1972)
- Demsey & Dover - Little Car of Mine (1973)
- Miele - Zottegem Blues (1974)
- Marco Van Heyst - Marco Van Heist (1976)
- Jinx - Number One (1976; single)
- The Kids - Naughty Kids (1978)
- The Kids - Living in the 20th Century (1979)
- Jo Lemaire + Flouze - Jo Lemaire + Flouze (1979)
- Luna Park - Tilt (1979)
- Jo Lemaire + Flouze - Pigmy World (1981)
- The Machines - A World Of Machines (1982)
- Johan Verminnen - Tweemaal Woordwaarde (1983)
- De Kreuners - Natuurlijk zijn er geen Alpen in de Pyreneeën (1983)
- Jo Lemaire - Jo Lemaire (1984)
- Solid State - It's An Obsession (1984)
- Pat & Tricia - Tombe le Neige (1984)
- Carmen Jones - Hold On (1986)
- Bermuda - Disco-O-Bamba (1987)
- Guido Belcanto - Droevig is de Wereld (1989; single)
- Gorki - Hij Leeft (1993)
- Jean Bosco Safari - Visions of Home (1997)
- Roland Van Campenhout - The Great Atomic Power (2005)